# Laurel Canyon (filme)
Laurel Canyon (bra: Laurel Canyon - Rua das Tentações; prt: Atração Acidental) é um filme de drama romântico americano lançado em 2002, escrito e dirigido por Lisa Cholodenko. O filme é estrelado por Frances McDormand, Christian Bale, Kate Beckinsale, Natascha McElhone e Alessandro Nivola.
Cholodenko disse que o filme foi inspirado no álbum de Joni Mitchell, Ladies of the Canyon. O roteiro foi realizado no laboratório do Sundance Institute.
Foi exibido na Quinzena dos Realizadores do Festival de Cannes de 2002. Exibido na mostra Panorama, do Festival do Rio de 2003.
A recepção crítica foi mista, com uma avaliação de 68% em Rotten Tomatoes de 110 comentários e um resumo de consenso: "Embora o filme em si seja falho, McDormand é fantástica como Jane". Roger Ebert do Chicago Sun-Times deu ao filme duas estrelas de quatro possíveis, escrevendo: "Laurel Canyon não é um filme de sucesso - é muito empolado e pré-programado para ganhar vida - mas no centro dele McDormand ocupa um lugar para seu personagem e faz desse lugar um filme brilhante. Não há nada de errado com quem ela é e o que ela faz, apesar de todos os atores estarem se esfarelando em papéis estranhamente escritos".
A relação entre Alex e Jane rendeu ao filme a posição 56 na lista da Autostraddle dos 102 melhores filmes de lésbicas de todos os tempos.

## Sinopse
Sam (Christian Bale) e sua noiva Alex (Kate Beckinsale) são dois jovens recém formados em medicina que se mudam para a rua Laurel Canyon em Los Angeles para promover as suas carreiras profissionais. Sam é um recém graduado em psiquiatria, iniciando a sua residência, enquanto que Alex está finalizando seu Ph.D. em dissertação sobre genômica.
O casal se hospeda na casa da mãe de Sam, Jane (Frances McDormand) que é uma produtora de discos veterana que vive na rua Laurel Canyon. Jane está gravando um álbum com seu amante Ian (Alessandro Nivola), para poder lançar sua banda.
Sam e Alex são conservadores e não aceitam muito bem a presença da banda no estúdio caseiro da mãe e sua relação com o vocalista da banda, muito mais jovem que ela. Mas aos poucos Alex acaba se envolvendo com o estilo de vida de Jane e Ian, enquanto Sam encontra-se atraído pela residente Sara.[carece de fontes?]

## Elenco
- Frances McDormand — Jane
- Christian Bale — Sam
- Kate Beckinsale — Alex
- Natascha McElhone — Sara
- Alessandro Nivola — Ian McKnight
- Lou Barlow — Fripp
- Imaad Wasif — Dean
- Russell Pollard — Rowan
- Mickey Petraglia — Mickey
- Melissa De Sousa — Cláudia
- Alexandra Carter — Darla
- Michelle DeMirjian — China
- Rick Gonzalez — Wyatt
- Gina Doctor — paciente nua

## Trilha sonora
Lançado pela Hollywood Records em 11 de março de 2003.
- In A Funny Way - Mercury Rev
- Do It Again - Steely Dan
- Shade & Honey - Alessandro Nivola feat. Lou Barlow, Ahmad Wasif, Russ Pollard
- Do You Know What I Mean - Lee Michaels
- Someday I Will Treat You Good - Alessandro Nivola feat. Lou Barlow, Ahmad Wasif, Russ Pollard
- Planet Queen - T. Rex
- The Game of Life - T. Rex
- Good Time - Butthole Surfers
- Harmony - Clinic
- Crawling - Scapegoat Wax
- Oscar Brown - Baxter Dury
- Ma Recontre - Bertrand Burgalat
- C'est si bon - Eartha Kitt
- It's A Wonderful Life - Sparklehorse